# 3. Liga (Frauen-Handball)
Die 3. Liga wurde im Zuge der Ligenstrukturreform des Deutschen Handballbundes (DHB) zur Saison 2010/11 eingeführt. Sie ersetzt die bisherigen fünf Regionalligen im deutschen Handball, die von den jeweils einzelnen Regionalverbänden ausgerichtet wurden.
Die 3. Liga wird nach der letzten Sitzung des Erweiterten Vorstandes des DHB durch Änderung der Spielordnung vom DHB geleitet. 

## Modus
Normalerweise nehmen 56 Mannschaften an der 3. Liga teil. Die Verteilung auf die vier Staffeln (Nord, Ost, Süd und West) mit jeweils 14 Mannschaften erfolgt nach rein geographischen Gesichtspunkten, nicht wie bisher nach Regionalverbandszugehörigkeit. Die Aufteilung wird künftig jährlich erneut vorgenommen, es kann daher zu Wechseln einzelner Vereine zwischen den Staffeln kommen.
Aus der 2. Bundesliga steigen vier Mannschaften in die 3. Liga ab. Die vier Staffelsieger steigen in die 2. Bundesliga auf. Verzichtet eine Mannschaft auf den Aufstieg, spielen die Staffelzweiten die freien Aufstiegsplätze aus. Die drei Letztplatzierten jeder Staffel steigen in die jeweiligen Oberligen ab. Folgende Landesverbände erhalten jeweils einen (gemeinsamen) Aufstiegsplatz in die 3. Liga:
- Hamburg/Schleswig-Holstein (Meister der OL Hamburg/Schleswig-Holstein)
- Berlin/Brandenburg/Mecklenburg-Vorpommern (Meister der OL Ostsee/Spree)
- Sachsen/Thüringen/Sachsen-Anhalt (Meister der OL Mitteldeutschland)
- Bremen/Westliches Niedersachsen (Meister der OL Nordsee)
- Östliches Niedersachsen (Meister der OL Niedersachsen)
- Westfalen (Meister der OL Westfalen)
- Niederrhein/Mittelrhein (Sieger der Relegation zwischen den Meistern der OL Niederrhein und der OL Mittelrhein)
- Rheinland/Rheinhessen/Pfalz/Saar (Meister der OL Rheinland-Pfalz/Saar)
- Hessen (Meister der OL Hessen)
- Baden/Südbaden (Meister und Vizemeister der OL Baden-Württemberg)
- Württemberg (Meister und Vizemeister der OL Baden-Württemberg)
- Bayern (Meister der OL Bayern)

In den ersten beiden Spielzeiten 2010/11 und 2011/12 kann es zu gesonderten Auf- und Abstiegsregelungen kommen.

## Qualifikation zur Saison 2010/11

### 2. Bundesliga (5 Teams)
Die beiden letzten Teams jeder Staffel der 2. Bundesliga (Nord und Süd) und der Verlierer der Relegation der beiden Drittletzten steigen in die neue 3. Liga ab.

### Regionalligen (40 Teams)
Die fünf Regionalliga-Meister steigen direkt in die 2. Bundesliga auf. Qualifiziert sind die Mannschaften, die die Saison 2009/2010 auf den Plätzen 2 bis 9 abschließen. Die letzten fünf Teams (Plätze 10 und tiefer) jeder Staffel steigen in die Oberligen ab (insgesamt 25 Absteiger).

### Oberligen (11 Teams)
Aus den insgesamt 16 derzeit bestehenden Oberligen steigen sieben Meister direkt in die neue 3. Liga auf. In Play-off-Spielen ermitteln die zwölf verbliebenen Landesmeister die vier weiteren Aufsteiger.
Qualifizierte Landesmeister
- Meister OL Nordsee
- Meister OL Niedersachsen
- Meister OL Westfalen
- Meister OL Rheinland-Pfalz/Saar
- Meister OL Hessen
- Meister OL Bayern
- Meister OL Baden-Württemberg

Play-offs Nordost I
- Meister OL Hamburg – Meister OL Schleswig-Holstein

Play-offs Nordost II
- Meister OL Mecklenburg-Vorpommern – Meister OL Berlin-Brandenburg

Play-offs Nordrhein
- Meister OL Niederrhein – Meister OL Mittelrhein

Play-offs Mitteldeutschland
- Meister OL Sachsen
- Meister OL Thüringen
- Meister OL Sachsen-Anhalt

## Meister der 3. Liga
| 2010/11 | VfL Oldenburg II                                | HSG Blomberg-Lippe II                           | Roude Léiw Bascharage                           | TSG Ketsch                                      |                                                 |                |
| 2011/12 | BVB Füchse Berlin                               | HSG Blomberg-Lippe II                           | TSG Ober-Eschbach                               | 1. FSV Mainz 05                                 |                                                 |                |
| 2012/13 | TV Oyten                                        | HC Rödertal                                     | TSG Ketsch                                      | Neckarsulmer Sport-Union                        |                                                 |                |
| 2013/14 | VfL Oldenburg II                                | TSV Travemünde                                  | TV Beyeröhde                                    | SG H2Ku Herrenberg                              |                                                 |                |
| 2014/15 | Werder Bremen                                   | SG 09 Kirchhof                                  | SG Bretzenheim                                  | TG Nürtingen                                    |                                                 |                |
| 2015/16 | HSG Hannover-Badenstedt                         | SV Germania Fritzlar                            | HSG Kleenheim                                   | TSG Ketsch                                      |                                                 |                |
| 2016/17 | TV Oyten                                        | Füchse Berlin                                   | TSG Eddersheim                                  | SC Korb                                         |                                                 |                |
| 2017/18 | TSV Nord Harrislee                              | HSG Kleenheim                                   | TuS Lintfort                                    | TuS Metzingen II                                |                                                 |                |
| 2018/19 | TV Hannover-Badenstedt                          | HC Leipzig                                      | HSV Solingen-Gräfrath                           | HSG Freiburg                                    |                                                 |                |
| Saison  | Nord                                            | Mitte                                           | West                                            | Süd                                             |                                                 |                |
| 2019/20 | TV Hannover-Badenstedt                          | SV Germania Fritzlar                            | TV Aldekerk                                     | TuS Metzingen II                                |                                                 |                |
| Saison  | Nord-West                                       | Nord-Ost                                        | Mitte                                           | Süd                                             | Süd-West                                        |                |
| 2020/21 | kein Meister ermittelt wegen Abbruch der Saison | kein Meister ermittelt wegen Abbruch der Saison | kein Meister ermittelt wegen Abbruch der Saison | kein Meister ermittelt wegen Abbruch der Saison | kein Meister ermittelt wegen Abbruch der Saison |                |
| Saison  | Staffel A                                       | Staffel B                                       | Staffel C                                       | Staffel D                                       | Staffel E                                       | Staffel F      |
| 2021/22 | BV Garrel                                       | HC Rödertal                                     | HSG Blomberg-Lippe II                           | SG TSG/DJK Mainz-Bretzenheim                    | HSG Freiburg                                    | HCD Gröbenzell |
| Saison  | Nord                                            | Nord-Ost                                        | West                                            | Süd                                             | Süd-West                                        |                |
| 2022/23 | TV Hannover-Badenstedt                          | Rostocker HC                                    | TV Aldekerk                                     | HCD Gröbenzell                                  | HSG Freiburg                                    |                |
| Saison  | Nord-West                                       | Nord-Ost                                        | Süd-West                                        | Süd                                             |                                                 |                |
| 2023/24 | TV Aldekerk                                     | Rostocker HC                                    | Bergischer HC                                   | HC Erlangen                                     |                                                 |                |